# راي جي
ويليام راي نوروود الابن (بالإنجليزية: Ray J) (ولد في 17 يناير 1981) معروف فنيًا باسم راي جي، مغني وكاتب أغاني وممثل أمريكي، وهو الأخ الأصغر لفنان التسجيل والممثلة براندي نوروود وأول ابن عم لمغني الراب سنوب دوج. في يناير 2017 ، شارك في الموسم التاسع عشر من برنامج تلفزيون الواقع في المملكة المتحدة مشاهير الأخ الأكبر.

## روابط خارجية
- الموقع الرسمي
- راي جي على موقع IMDb (الإنجليزية)
- راي جي على موقع ألو سيني (الفرنسية)
- راي جي على موقع ميوزك برينز (الإنجليزية)
- راي جي على موقع أول موفي (الإنجليزية)
- راي جي على موقع إن إن دي بي (الإنجليزية)
- راي جي على موقع أول ميوزيك (الإنجليزية)
- راي جي على موقع ديسكوغز (الإنجليزية)
- راي جي على موقع قاعدة بيانات الفيلم (الإنجليزية)
- راي جي على موقع كينوبويسك (الروسية)